# Tour du Jura
Die Tour du Jura war ein Eintagesradrennen, das jährlich im Juli im Kanton Jura in der Schweiz stattfand. Es wurde 1982 zum ersten Mal ausgetragen und war ab 2001 Bestandteil der UCI Europe Tour und dort in die Kategorie 1.2 eingeteilt. Rekordsieger ist der Schweizer Roger Beuchat mit zwei Siegen (2001 und 2009). In den Jahren 2010 und 2011 wurde das Rennen abgesagt.
Bei der letzten Austragung konnte der Schweizer Marc Hirschi das Rennen über 174 Kilometer sowie einer Zusatzrunde um die Stadt Delsberg im September 2017 für sich entscheiden.

## Sieger
- 2001:  Roger Beuchat
- 2002:  Jérôme Gannat
- 2003:  Florian Lüdi
- 2004:  Yannick Talabardon
- 2005:  Glen Chadwick
- 2006:  Andreas Schillinger
- 2007:  Guillaume Levarlet
- 2008:  Massimiliano Maisto
- 2009:  Roger Beuchat -2-
- 2010–2012: nicht ausgetragen
- 2013:  Matthias Brändle
- 2014:  Kévin Ledanois
- 2015–2016: nicht ausgetragen
- 2017:  Marc Hirschi